# Deadline (Beverly Hills, 90210)
Deadline is de elfde aflevering van het achtste seizoen van het tienerdrama Beverly Hills, 90210, die voor het eerst werd uitgezonden op 19 november 1997.

## Plot
David denkt dat Donna de schuld heeft afbetaald bij de woekeraar en zoekt haar op om haar te bedanken. David komt er snel achter dat zij dit niet heeft gedaan en vraagt zich nu af wie dan wel. Als hij dit vertelt aan Valerie, wil zij naar de woekeraar gaan om te achterhalen wie de gulle gever is geweest. Tijdens de ontmoeting hoort Valerie dat dit Noah is geweest. Ze kan dit niet geloven, omdat zij er altijd van is uitgegaan dat Noah arm is. Valerie gaat verhaal halen bij Noah om erachter te komen waarom hij gelogen heeft en die vertelt haar dat dit de reden is geweest. Hij wordt meteen anders behandeld wanneer ze weten dat hij rijk is. Ondertussen is David op de club aan het werk en het zit lekker vol. Op zijn kantoor breekt er brand uit en zijn kantoor brandt helemaal uit. Om te bezuinigen had hij de brandverzekering opgezegd en daarom heeft hij nu een probleem. Zijn huurbaas komt hierachter en wil dat David uit het pand vertrekt. Wanneer David bij Donna's huis is, ziet hij Donna en Noah kussen en kan dit nog niet aanzien. Tot overmaat van ramp vertelt Valerie aan David dat Noah zijn lening heeft afbetaald. David wil Noah hierop aanspreken, maar voordat het zover komt, vertelt Noah dat hij de club van de huurbaas heeft overgenomen. Nu is David helemaal boos aan het worden, en hij zegt hem dat hij zijn hulp niet nodig heeft en wenst hem veel plezier met de club.
Brandon wordt gearresteerd voor het verzwijgen van zijn bron over het artikel van het leven van Erica en haar pooier. Kelly vraagt hem met klem om de bron op te geven, maar Brandon houdt voet bij stuk en Steve regelt een advocaat voor hem die hem op borgtocht vrij krijgt. Brandon denkt dat hij niets te vrezen heeft, maar de advocaat waarschuwt hem dat dit ook verkeerd kan aflopen. Erica heeft een plan en wil met hulp van de politie een val voor haar pooier opzetten. De politie wil wel meewerken en zo wordt de pooier in de val gelokt en gearresteerd. Door deze actie vervalt de aanklacht tegen Brandon en is hij weer een vrij man.
Steve heeft de laatste tijd veel nagedacht over zijn ex die zwanger van hem zou zijn en praat hier ook over met zijn vader. Hij beseft dat hij toch verantwoordelijk is als het kind van hem is en besluit haar te helpen zodra het kind officieel van hem is. Hij gaat naar het ziekenhuis om de uitslag te horen, maar het blijkt dat hij niet de vader is. Hierover is hij toch best wel opgelucht en wil toch uitleg van zijn ex. Van haar hoort hij dat zij hoopte dat hij de vader was en daarom kwam zij naar hem toe en verzweeg een andere bedpartner.

## Rolverdeling
- Jason Priestley - Brandon Walsh
- Jennie Garth - Kelly Taylor
- Ian Ziering - Steve Sanders
- Brian Austin Green - David Silver
- Tori Spelling - Donna Martin
- Tiffani Thiessen - Valerie Malone
- Joe E. Tata - Nat Bussichio
- Hilary Swank - Carly Reynolds
- Vincent Young - Noah Hunter
- Myles Jeffrey - Zach Reynolds
- Jed Allan - Rush Sanders
- Johna Stewart-Bowden - Erica McKay
- Fatima Lowe - Terri Spar
- George DelHoyo - Dr. Monahan